# ننگال
ننگال (به انگلیسی: Nangal) یک منطقهٔ مسکونی در هند است که در بخش روپنگر واقع شده‌است. ننگال ۴۸٬۰۰۰ نفر جمعیت دارد و ۳۲۶ متر بالاتر از سطح دریا واقع شده‌است.